# URBANO PROGRESSO
URBANO PROGRESSO（アルバーノ プログレッソ）は、京セラによって日本国内向けに開発された、auブランドを展開するKDDIおよび沖縄セルラー電話のURBANOシリーズの一つで、CDMA 1X WINおよび+WiMAX対応Android搭載ストレート型スマートフォンである。製造型番はKYY04。

## 概要
URBANOシリーズ、およびau向けの国産スマートフォンとしては初となるAndroid 4.0を搭載したスマートフォン。既存のDIGNO ISW11K（KYI11）を基に開発された。量販店や量販店サイトなどでも「ISW12K」と紹介されるケースもあるが、京セラ製のISシリーズの端末はISW11Kのみであり、誤りである。DIGNOシリーズにも含まれており、正式に「DIGNO」のロゴが刻印されている。
本体デザインから受話口が無いが、その代わりに同時発表された同社製のフィーチャーフォンである簡単ケータイ K012（KY012）同様、「スマートソニックレシーバー」という同社が独自に開発した技術によって受話口を実現している。これは同社がセラミックの技術を応用して独自開発した圧電素子がディスプレイパネルを振動させて、音と振動で聞こえるようにした仕組みで、スマートフォンに搭載されるのは世界初となる。また耳を近付けるだけでなく、ヘッドホン越しでも相手の声を聞くことが出来る。
その他の機能はISW11Kと同等である。

## 歴史
- 2012年（平成24年）5月15日 - KDDI、および京セラより発表。
- 2012年5月29日 - 連邦通信委員会（FCC）を通過[5]。
- 2012年5月30日 - 全国にて一斉発売。

## プリインストールアプリ
- Skype
- Friends Note
- Foursquare
- きせかえtouch
- au Smart Sports Run&Walk
- au Smart Sports Karada Manager
- au Smart Sports Fitness
- au one GREE
- au one Brand Garden
- au one ショッピングモール
- au one モバオク
- au one ナビウォーク
- au one 助手席ナビ
- au one ニュースEX
- じぶん銀行
- Twitter for Android
- すぐ文字 for Android

## 主な機能・サービス
※PC向けWebブラウザが標準装備されておりFlashコンテンツもフル表示可能。携帯向けサイト(EZWeb)は他のスマートフォンやPCと同じく閲覧不可。
| 主な機能・対応サービス                                                  | 主な機能・対応サービス                           | 主な機能・対応サービス              | 主な機能・対応サービス                     |
| ----------------------------------------------------------------------- | ------------------------------------------------ | ----------------------------------- | ------------------------------------------ |
| auウィジェット Webブラウザ                                              | LISMO! for Android メディアプレイヤー LISMO WAVE | おサイフケータイ                    | ワンセグ                                   |
| au one メール PCメール Gmail EZwebメール                                | デコレーションメール デコレーションアニメ        | Skype au                            | PCドキュメント                             |
| au Smart Sports Run & Walk Karada Manager ゴルフ(web版) Fitness、歩数計 | GPS 方位計                                       | au oneナビウォーク au one助手席ナビ | au one ニュースEX au one GREE              |
| じぶん銀行                                                              | かんたんメニュー 緊急地震速報                    | Bluetooth                           | 無線LAN機能 (Wi-Fi) +WiMAX (モバイルWiMAX) |
| 赤外線通信 (IrDA)                                                       | WIN HIGH SPEED                                   | グローバルパスポート(CDMA・GSM)     | auフェムトセル                             |
| microSD microSDHC                                                       | モーションセンサー(6軸)                          | 防水 防塵                           | 簡易留守録 着信拒否設定                    |

- 安心セキュリティパックは、フル対応

## アップデート
2012年6月27日に以下の不具合の修正がケータイアップデートによって行われた
- アプリ起動中等にホームスクリーン画面の切替やタップを繰り返した場合に、ホームスクリーン画面の表示や文字が崩れる場合がある。

2012年8月21日に以下の不具合の修正がケータイアップデートによって行われた
- 屋内・ビルの陰など電波の届きにくい場所で通話が途切れる事象の改善。
- 災害・避難情報受信時の表示不具合の解消。

2012年10月25日に以下の不具合の修正がケータイアップデートによって行われた。
- デイリーステップ(歩数計機能)の乗り物乗り換えの精度を向上します。

2013年12月26日に以下の不具合の修正がケータイアップデートによって行われた。
- 任意のJavaメソッドが実行される脆弱性が改善される。
- WiMAX起動時に案内表示機能が追加されます。